# ولادیمیر اشپیدلا
ولادیمیر اشپیدلا (انگلیسی: Vladimír Špidla؛ زادهٔ ۲۱ آوریل ۱۹۵۱) یک سیاستمدار اهل جمهوری چک است.